# Inwestor czynny
Inwestor czynny – inwestor działający w oparciu o krótkoterminowe decyzje inwestycyjne obliczone przede wszystkim na osiąganie jak najwyższej stopy zysku od kapitału dzięki możliwości arbitrażu lub występującym na rynku wahaniom cen papierów wartościowych lub innych instrumentów finansowych.